# Миддельгрунн
Миддельгрунн (дат. Middelgrundsfortet) — морской форт. Расположен в 4—5 км к северо-востоку от входа в Копенгагенскую гавань, напротив Хеллерупа, в 1,5 км от гавани Нордхавнен, на отмели Миддельгрунн в проливе Эресунн (Зунд) в районе Копенгагенского рейда, между островами Амагер, лежащим прямо напротив Копенгагена, и Сальтхольм, у северного входа в проход (фарватер) Дрогден. Отмель имеет 3 морских мили в длину. По обе стороны этой отмели есть фарватеры, на западе — Конгедюб (Королевский) и на востоке — Холленнердюб (Голландский). Южнее отмели они сливаются в проход Дрогден. Восточнее Сальтхольма идёт проход Флинтереннен. Все три фарватера сливаются снова с Эресунном через фарватер Дрогден у города Драгёр.

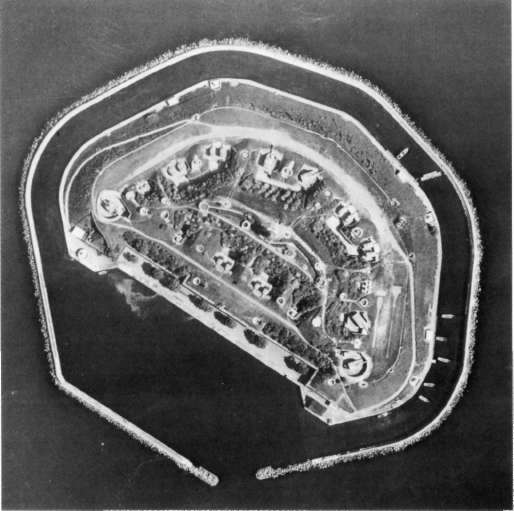
Миддельгрунн

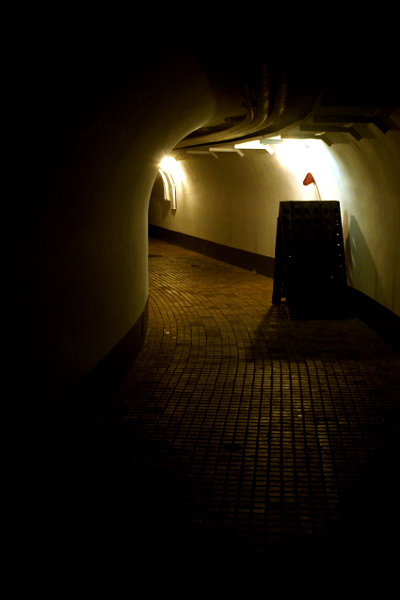
Миддельгрунн

Форт имеет волнолом и небольшую гавань в горже, которая использовалась прежде миноносками и подводными лодками. Площадь острова — 5 га (7 га с волноломом). На момент постройки был крупнейшим искусственным островом. В горже — громадная, облицованная гранитом двухэтажная казарма. Площадь подземных сооружений — 1,65 га (16 500 м²), в том числе 30 комнат и тоннели в три уровня. Около 2,5 км дорог. Масса острова — 2,5 млн т. Стоимость сооружения искусственного острова сопоставима с сооружением Моста Большой Бельт.
На острове находятся два маяка.
Название Миддельгрунн образовано от middel — «средний» и grund — «дно; мель».
Форт построен в 1890—1894 гг. при короле Кристиане IX как часть береговой обороны Копенгагена для защиты от бомбардировок с моря в ответ на сокрушительное поражение Дании от немцев в 1864 году. Форт Шарлоттенлунн, расположенный к северу от Копенгагена и окружённый водяными рвами, с запада поддерживал Миддельгрунн. Вместе с фортом Шарлоттенлунн Миддельгрунн запирал вход в Голландский фарватер, который представлял лучшую позицию для бомбардировки с моря города и укреплений на Амагере. Гарнизон состоял от 2 до 800 человек. В 1895—1932 гг. принадлежал сухопутным войскам Дании, на острове находилась батарея. В 1932—1965 гг. Миддельгрунн принадлежал Королевским военно-морским силам Дании, на нём находилась минная станция. В годы Холодной войны в 1965—1984 гг. остров подчинялся Королевским военно-воздушным силам Дании, в 1968 году на острове размещён зенитный ракетный комплекс HAWK. В 1984 году остров покинут военными и снова передан военно-морским силам. 
В 1984—1985 гг. на острове находился центр приёма и размещения беженцев. В 1988 году остров открыт для публики. В 1992 году остров передан секретариату обороны и охраны природы (Fæstnings- og Natursekretariat, FNS) Министерства обороны Дании. В 1998 году остров передан государственному агентству по управлению недвижимостью Freja Properties A/S. В 2002 году остров продан частным инвесторам. Использовался для различных мероприятий, здесь находился отель и ресторан.
В 1984 году форт зарегистрирован как памятник архитектуры. В 1994 году получил статус исторического памятника.
В 2010 году Миддельгрунн выставлен на продажу за 75 млн евро.
Миддельгрунн был куплен в 2015 году за 20 млн датских крон на пожертвования фонда Nordea-fonden, который выделил 21,4 млн евро, и фонда А. П. Мёллера (A.P. Møller Fonden). Владельцем острова стал фонд Middelgrundsfonden, который тесно связан с Датской организацией скаутов (DDS). Ремонт острова, проводимый в 2016—2019 гг., профинансирован фондом Nordea-fonden. Стоимость ремонта составила 132 млн датских крон, стоимость предварительного проекта — 3,8 млн крон. На острове создан лагерь «Молодёжный остров» (Ungdomsøen), открывшийся 24 августа 2019 года. Было построено общежитие на 150 человек, кухня и столовая на 200 мест, туалеты и ванные, способные обслужить одновременно 800 гостей, конференц-залы вместимостью от 25 до 250 человек, лаборатория для кулинарных мастер-классов на 40 человек, а также различные комнаты для занятий, место для кемпинга и палаток на 700 человек и укрытие для 60 человек. На остров были проведены подводные сети водоснабжения и канализации. Для теплоснабжения построена теплообменная установка, использующая энергию морской воды. Для отопления отдельно стоящих зданий построены тепловые насосы. В 2020 году проект получил специальный приз Renoverprisen, вручаемый инвестиционным фондом Grundejernes Investeringsfond и благотворительной ассоциацией Realdania.

## Ветряная ферма «Миддельгрунн»
В 1996 году офис по энергетике и охране окружающей среды муниципалитета Копенгагена (Københavns Miljø- og Energikontor, KMEK) инициировал создание на отмели Миддельгрунн морской ветряной фермы (ветропарка) «Миддельгрунн». В 1997 году Датское энергетическое агентство (Energistyrelsen) Министерства энергетики, коммунальных услуг и климата Дании выделило грант в 5,1 млн датских крон на предварительные исследования. Проект реализован на паритетных началах энергетической компанией Copenhagen Energy и кооперативом Middelgrunden Windmill Cooperative. Установлены 20 ветрогенераторов производства Bonus Energy A/S (ныне Siemens Wind Power A/S) единичной мощностью 2 Мвт, общая установленная мощность — 40 МВт. «Миддельгрунн» — крупнейшая в мире ветряная ферма, которая находится в двойной собственности: 10 ветрогенераторов принадлежат энергетической компании Copenhagen Energy, 40 500 акций (10 ветрогенераторов) — кооперативу. Кооператив, насчитывающий более 8000 участников, является крупнейшим в мире кооперативом, занимающимся ветроэнергетикой. Одна акция равна стоимости производства 1000 кВт·ч/год и продается за 4250 крон. Строительство начато в 2000 году.